# 佐竹義脩
佐竹 義脩（さたけ よしなお、嘉永7年7月1日（1854年7月25日） － 明治26年（1893年）12月22日）は、日本の華族、陸軍軍人。佐竹氏第31代当主。出羽久保田新田藩（岩崎藩）主・佐竹義諶の長男。初名は義紀。通称は幸之助、亀丸、次郎。官位は従四位下侍従、修理大夫。爵位は男爵。

## 経歴
嘉永7年7月1日（1854年7月25日）、出羽国相馬中村藩士・熊川長顕（義諶の初名）の長男として生まれる。

安政4年（1857年）9月16日、父・長顕が義脩の伯父に当たる佐竹義核の跡を継ぎ、出羽新田藩主（後に岩崎藩主）となる。しかし、義脩は熊川家に残った。

同年11月9日、佐竹義諶は長男・義脩の引き取りを中村藩に申し入れる。同年12月22日、佐竹家入りの儀式を行う。元治元年（1865年）4月7日、伯父で久保田藩主佐竹義堯の養子となる。慶応元年（1865年）12月6日、従五位下修理大夫に叙任する。同年12月14日、従四位下侍従に昇進する。
明治5年（1872年）8月2日、養父・義堯の隠居により、家督を相続する。明治9年（1876年）2月、陸軍に入り、少尉に任官し、後に大尉にまで昇進する。明治14年（1881年）8月16日、隠居し、養父・義堯に家督を譲る。同年11月22日、秋田藩を離籍、岩崎藩に復籍する。明治22年（1889年）10月26日、男爵となる。

明治26年（1893年）12月22日、死去した。享年40（満39歳没）。

## 栄典
- 1889年（明治22年）
  - 10月16日 - 男爵[1]
  - 10月23日 - 従五位[2]

## 家族
- 父：佐竹義諶（1837 - 1870） - 出羽国岩崎藩8代藩主
- 養父：佐竹義堯（1825 - 1884） - 出羽国岩崎藩7代藩主。のち、出羽国久保田藩12代藩主。
- 前妻：佐竹雅子（1858 - 1903） - 佐竹義堯の娘
- 後妻：佐竹ウメ（? - 1952）
- 生母不明の子女（6男5女）
  - 長女：英子（1880 - 1952） - 佐竹東家第22代当主・佐竹銀子の養子（後に離縁）。島津珍彦男爵の長男・壮之助男爵の妻。
  - 次女：雄子（1888 - 1962） - 佐竹義立男爵の妻。
- 養子
  - 佐竹義立（1885 - 1935） - 佐竹義理子爵の三男。義脩の死後、男爵の爵位を継承する。しかし、1929年に爵位を返上した。